# قمارش
بلدية قُمارش أو حصن قمارش وتعني الحصن العالي (بالإسبانية: Comares) هي بلدية تقع في مقاطعة مالقة التابعة لمنطقة أندلسية جنوب إسبانيا.

## الديموغرافيا
بلغ عدد سكان بلدية قمارش 1.636 نسمة عام 2011 (وفقاً للمعهد الوطني الإسباني للإحصاء).
| 1.405 | 1.407 | 1.368 | 1.485 | 1.568 | 1.591 | 1.636 |